# Louis-Alphonse Maugendre
Louis-Alphonse Maugendre est un prêtre catholique, essayiste et biographe français né le 1er mai 1922 à Redon et mort le 26 mars 1999 à Dinard.

## Biographie
Louis-Alphonse Maugendre suit sa scolarité à Rennes, à l'école Saint-Joseph puis au collège Saint-Sauveur. Il obtient sa licence ès lettres à la faculté des lettres de Rennes puis son doctorat ès lettres à la celle de Paris. Il est ordonné prêtre en 1945.
Il devient préfet des études et professeur à l'école Saint-Vincent-de-Paul de Rennes.
Chercheur au Centre national de la recherche scientifique (CNRS) en 1965, il est nommé professeur au collège Stanislas de Montréal en 1968, puis, durant dix-sept années, professeur de lettres classiques au collège Stanislas de Paris.
Il devient aumônier des Bénédictines du Sacré-Cœur de Montmartre en 1987 puis des Petites Sœurs des pauvres l'année suivante.

## Publications
- Georges Dumesnil et le "Journal de Clichy" (1981)
- Alphonse de Chateaubriant, 1877-1951 (1977)
- La Renaissance catholique au début du XXe siècle, 6 tomes (1963-1971)

## Sources
- Who's who in France, 1997